# Ростбиф с луком

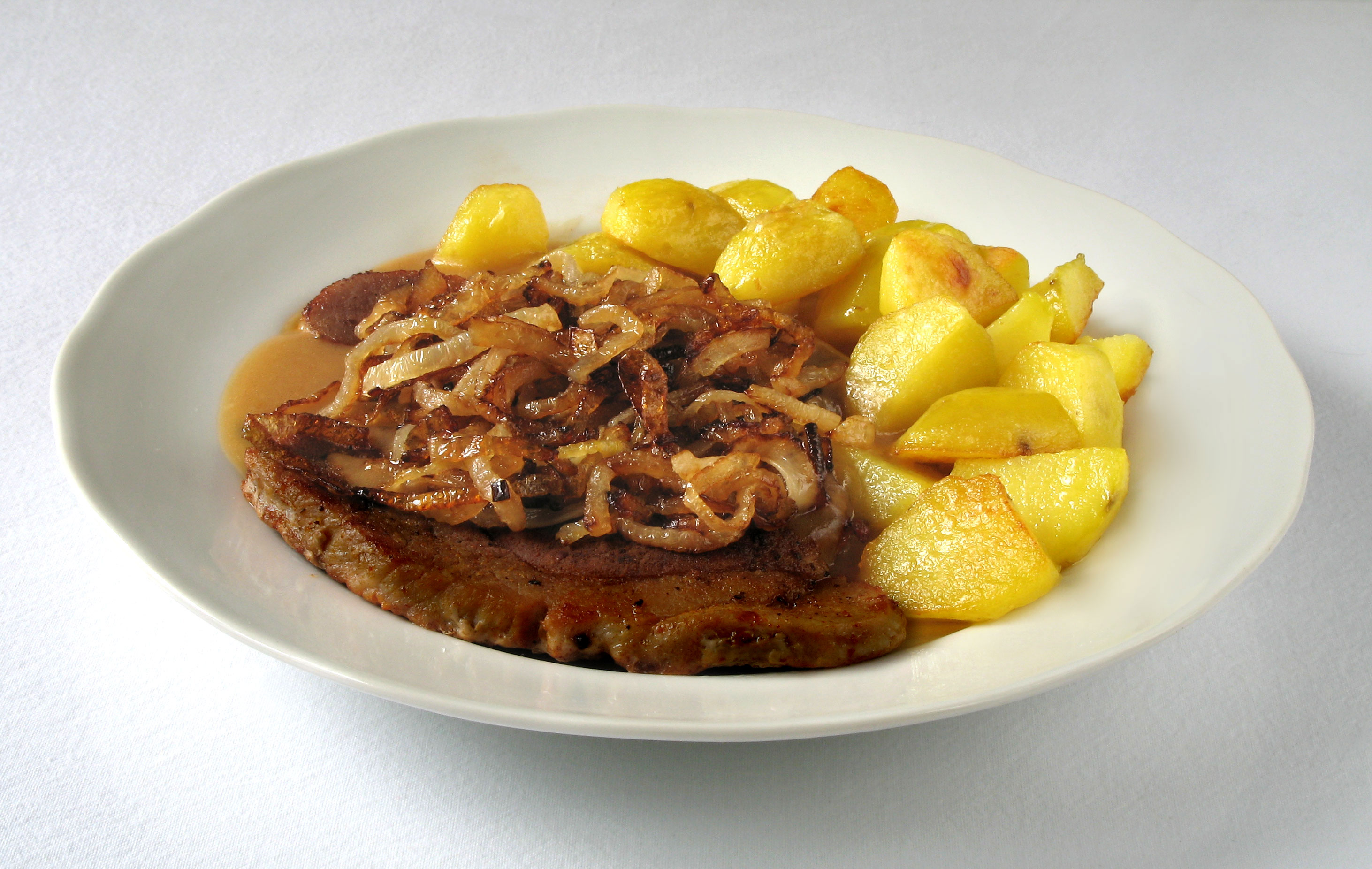
Цвибельростбратен, сервированный с жареным картофелем

Ростбиф с луком (цвибельростбратен; нем. Zwiebelrostbraten, швабский ростбиф, нем. schwäbischer Rostbraten) — традиционное блюдо австрийской и швабской кухни. Цвибельростбратен — классическое блюдо в меню венских ресторанов. В Австрии луковый ростбиф обычно гарнируют жареным картофелем, в Швабии его подают на воскресный обед, по традиции сервируя шпецле с квашеной капустой. Имеются региональные варианты приготовления.
По основному рецепту ростбиф надрезают по краям, солят, перчат, иногда натирают горчицей или чесноком и быстро обжаривают в сливочном масле, топлёном масле или топлёном жире. Обжаренное мясо вынимают из сковороды и доводят до готовности в духовке. В той же сковороде обжаривают репчатый лук, иногда посыпая его паприкой. Лук также вынимают, в жир добавляют немного муки, мясного сока, бульона или вина для образования густого соуса. В зависимости от рецепта лук иногда оставляют в соусе, отчего он становится более мягким.